# Charles Kingsley
Pour les articles homonymes, voir Kingsley.
 (juin 2019).
Si vous disposez d'ouvrages ou d'articles de référence ou si vous connaissez des sites web de qualité traitant du thème abordé ici, merci de compléter l'article en donnant les références utiles à sa vérifiabilité et en les liant à la section « Notes et références ».
Charles Kingsley, né le 12 juin 1819, à Holne, dans le Devon, et mort le 23 janvier 1875, à Eversley, dans le Hampshire, est un écrivain britannique et un prêtre anglican, associé au West Country.

## Biographie
Fils du révérend Charles Kingsley, il amorce ses études supérieures au King's College de Londres avant de s'inscrire en 1838 au Magdalene College de l'université de Cambridge, où il obtient un baccalauréat en 1842 et une maîtrise en 1860.
Dès 1842, il décide de consacrer sa vie à un ministère au sein de l'église. En 1844, il devient recteur du village de Eversley dans le Hampshire. En 1859, il est nommé chapelain de la reine Victoria et, en 1861, tuteur du futur Édouard VII. Il doit sa notoriété à la publication de sermons, des romans historiques ou industriels et d'ouvrages de littérature d'enfance et de jeunesse, notamment The Water-Babies, A Fairy Tale for a Land Baby (1863), un classique de la littérature britannique.
En dépit de sa conception morale religieuse, il fait preuve d'ouverture d'esprit en acceptant la thèse de l'évolution développée par Charles Darwin dans L'Origine des espèces (On the Origin of Species), publié en 1859.
Farouche opposant à l'Église catholique il fut virulent dans sa critique de John Henry Newman lorsque celui-ci demanda son admission dans l'Église catholique (1845), l’accusant par écrit de mensonge et de tromperie. Ce qui incita ce dernier à écrire son Apologia Pro Vita Sua. Kingsley fait également preuve de racisme dans une lettre envoyée à sa femme depuis l'Irlande, où il compare les catholiques irlandais à des chimpanzés blancs.

## Liste des  Œuvres
| N° | Titre                                          | Type             | Périodes                                |
| -- | ---------------------------------------------- | ---------------- | --------------------------------------- |
| 1  | Saint's Tragedy                                | théâtre          | 1848                                    |
| 2  | Alton Locke                                    | roman industriel | 1849                                    |
| 3  | Yeast                                          | Nouvelle         | 1849                                    |
| 4  | Twenty-five Village Sermons                    | ?                | 1852                                    |
| 5  | Phaeton, or Loose Thoughts for Loose Thinkers  | ?                | 1852                                    |
| 6  | Sermons on National Subjects                   | ?                | première série, 1852                    |
| 7  | Hypatia                                        | Roman            | 1853                                    |
| 9  | Glaucus, or the Wonders of the Shore           | ?                | 1855                                    |
| 10 | Sermons on National Subjects                   | ?                | deuxième série, 1854                    |
| 11 | Alexandria and her Schools                     | 1854             |                                         |
| 12 | Westward Ho!                                   | Roman            | 1855                                    |
| 13 | Sermons for the Times                          | ?                | 1855                                    |
| 14 | The Heroes, Greek fairy tales                  | ?                | 1856                                    |
| 15 | Andromeda and other Poems                      | Poème            | 1858                                    |
| 16 | Two Years Ago                                  | Roman            | 1857                                    |
| 17 | The Good News of God                           | Sermon           | 1859                                    |
| 19 | Miscellanies                                   | ?                | 1859                                    |
| 20 | Limits of Exact Science applied to History     | ?                | Inaugural Lectures, 1860                |
| 21 | Town and Country Sermons                       | ?                | 1861                                    |
| 22 | Sermons on the Pentateuch                      | ?                | 1863                                    |
| 23 | The Water-Babies, A Fairy Tale for a Land Baby | ?                | 1863                                    |
| 24 | The Roman and the Teuton                       | ?                | 1864                                    |
| 25 | David and Other Sermons                        | ?                | 1866                                    |
| 26 | Hereward the Wake                              | Roman            | Lectures at the Royal Institution, 1867 |
| 27 | C                                              | ?                | 1857                                    |
| 28 | Water of Life and other Sermons                |                  | 1867                                    |
| 29 | The Hermits                                    | ?                | 1869                                    |
| 30 | Madam How and Lady Why                         | ?                | 1869                                    |
| 31 | At Last: A Christmas in the West Indies        | ?                | 1871                                    |
| 32 | Town Geology                                   | ?                | 1872                                    |
| 33 | Discipline and other Sermons                   | ?                | 1872                                    |
| 34 | Prose Idylls                                   | ?                | 1873                                    |
| 35 | Plays and Puritans                             | ?                | 1873                                    |
| 36 | Health and Education                           | ?                | 1874                                    |
| 37 | Westminster Sermons                            | ?                | 1874                                    |
| 38 | Lectures delivered in America                  | ?                | 1875                                    |

- Alton Locke, roman industriel (1849) Publié en français sous le titre Alton Locke, tailleur & poète, Paris, J. Hetżel et A. Lacroix, 1864 (BNF 30681933)
- Hypatia, roman (1853) Publié en français sous le titre Hypathia, ou le Triomphe de la foi, Paris, A. Le Clère, 1857 (BNF 30681939)
- Westward Ho!, roman (1855) Publié en français sous le titre Cap à l'ouest ! Les héros de la mer au temps de l'Invincible Armada, Paris, Casterman, coll. « Le Rameau vert », 1954 (BNF 32308777) ; réédition, Monein, éditions PyréMonde, coll. « Au viu leupard », 2007  (ISBN 978-2-84618-480-9)
- Two Years Ago, roman (1857) Publié en français sous le titre Il y a deux ans, 1854-1856, Paris, Hachette, 1860 (BNF 39321371)
- The Water-Babies, A Fairy Tale for a Land Baby (1863) Publié en français sous le titre Les Bébés d'eau : conte symbolique, Paris, Dorbon aîné, 1914 (BNF 36059949) Publié en français sous le titre Tom au Pays des ondines : conte de fées, Paris, Gautier-Languereau, coll. « Bibliothèque de Suzette », 1951 (BNF 32308768)